# Liriomyza simulator
Liriomyza simulator este o specie de muște din genul Liriomyza, familia Agromyzidae, descrisă de Malloch în anul 1934. Conform Catalogue of Life specia Liriomyza simulator nu are subspecii cunoscute.